# تنترفیلد، نیو ساوت ولز
تنترفیلد (به انگلیسی: Tenterfield) یک شهرک در استرالیا است که در Tenterfield Shire واقع شده‌است.